# Shuiyang Jiang
Der Shuiyang Jiang (chinesisch 水阳江, Pinyin Shuǐyáng jiāng) ist ein südlicher Nebenfluss des Mittellaufes des Jangtsekiang und ein Nebenfluss des Qingyi Jiang (青弋江). 
Er hat eine Länge von 254 Kilometern und ein Einzugsgebiet von 10.300 Quadratkilometern.
Der Fluss entspringt im Tianmu Shan im Grenzgebiet der Provinzen Anhui und Zhejiang. Sein Oberlauf heißt Xijin He (西津河), es gibt einen östlichen und einen westlichen Unterlauf, der westliche Zweig vereint sich mit dem Qingyi Jiang, der östliche mündet in den Jangtsekiang.